# Ilex aquifolium
L'agrifoglio (Ilex aquifolium L.), detto anche aquifoglio, alloro spinoso o pungitopo maggiore, è una pianta appartenente alla famiglia delle Aquifoliaceae.

## Descrizione

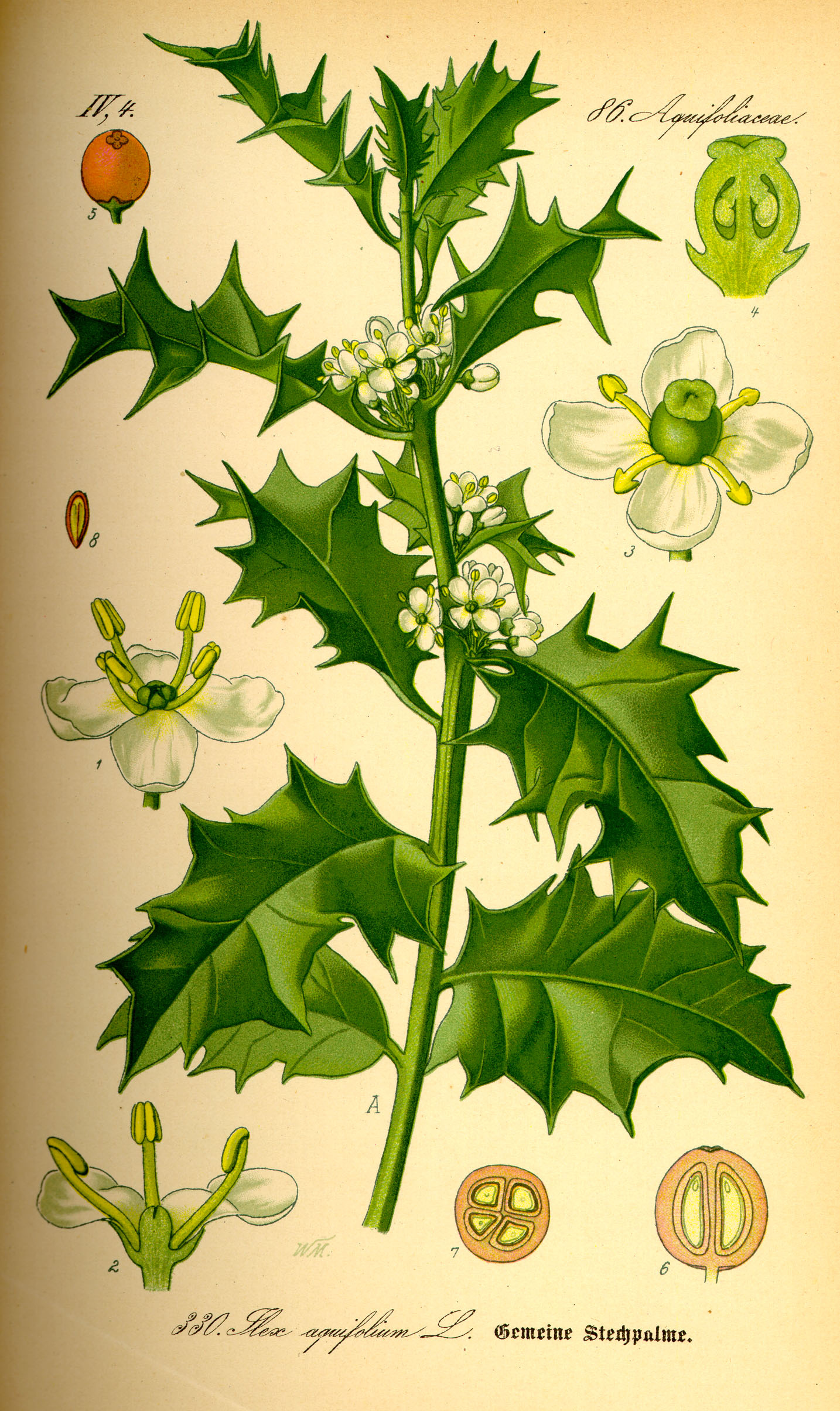

Albero o arbusto sempreverde dioico alto fino a 10 m, ha chioma piramidale, corteccia liscia grigia e rami verdastri.
 
È spontaneo  in Italia, con fogliame che ai profani può sembrare persistente: in realtà le foglie vivono per un intero anno e non si rinnovano tutte contemporaneamente. Le foglie sono di colore verde scuro lucente, decorative, con varietà variegate di bianco, crema o giallo.
 
I frutti di colore arancio/rossastro offrono un decorativo contrasto con il colore delle foglie, che sono alterne o sparse, ovali o ellittiche, coriacee, a margine spinoso nei rami più bassi delle giovani piante, intero nelle piante adulte.
 
I fiori sono piccoli e riuniti in fascetti ascellari, con 4 petali di colore bianco o rosato, unisessuali; quelli maschili hanno 4 stami, quelli femminili un pistillo con ovario supero sormontato da 4 stimmi quasi sessili; durante l'inverno portano drupe globose di colore rosso vivo lucente a maturazione, contenenti 2-4 semi triangolari.
Quando le foglie dell'agrifoglio vengono danneggiate o rosicchiate, la pianta attiva i geni per renderle spinose nella ricrescita. Quindi sugli alberi di agrifoglio più alti, le foglie superiori (che sono fuori portata) hanno i bordi lisci, mentre le foglie inferiori sono spinose.

## Distribuzione e habitat
La specie è presente in Europa e nella parte occidentale del Nord Africa.

## Esemplari monumentali
A Piano Pomo, sul versante nord orientale del Massiccio del Carbonara (nelle Madonie in Sicilia) una cinquantina di annose piante di agrifoglio formano un boschetto puro. Secondo i botanici il bosco di agrifogli doveva essere diffuso in Europa nel Terziario, prima delle glaciazioni pleistoceniche. A 1400 metri di altitudine in una valle dal suolo siliceo e profondo questi esemplari hanno trovato il loro optimum climatico raggiungendo dimensioni ragguardevoli. La pianta più vecchia ha circa 900 anni.

## Coltivazione

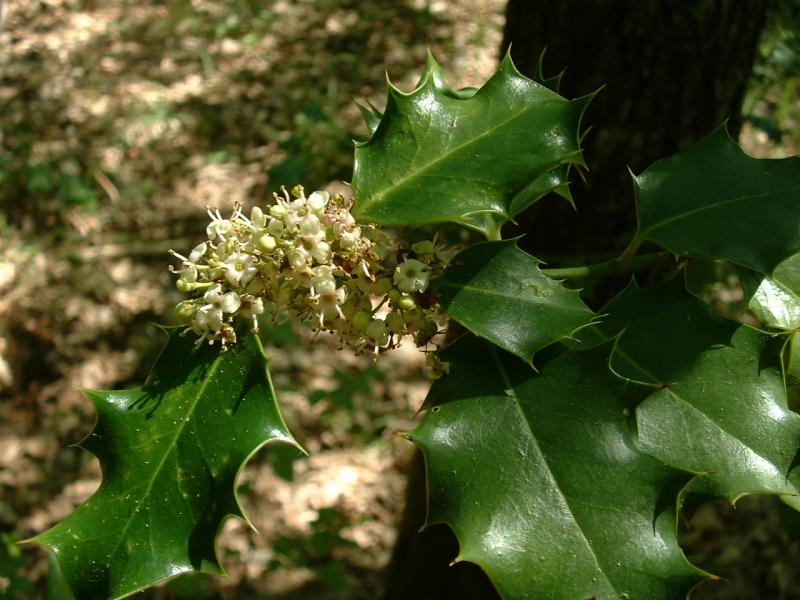
Rametto di agrifoglio fiorìto

Gradiscono posizioni ombreggiate o di sottobosco, terreno acido o semi-acido, fertile e ricco di humus.
La moltiplicazione avviene con la semina dei semi freschi, per mezzo di talea semilegnosa, per margotta o per innesto.

## Usi medicinali
Contiene saponine, la xantina teobromina e un pigmento giallo, l'ilexantina.

Oggigiorno l'agrifoglio viene usato raramente in fitoterapia per via della sua tossicità, ma presenta proprietà diuretiche, febbrifughe e lassative.
Ha inoltre un effetto simile a quello della serotonina.
- Il decotto delle giovani radici raccolte in autunno è diuretico;
- Il decotto e il vino medicato della corteccia raccolta in qualunque periodo dell'anno vantano proprietà febbrifughe;
- L'infuso delle foglie raccolte prima della fioritura e fatte essiccare all'ombra ha proprietà calmanti, febbrifughe e curative dell'itterizia, contiene tra le altre sostanze la ilicina;

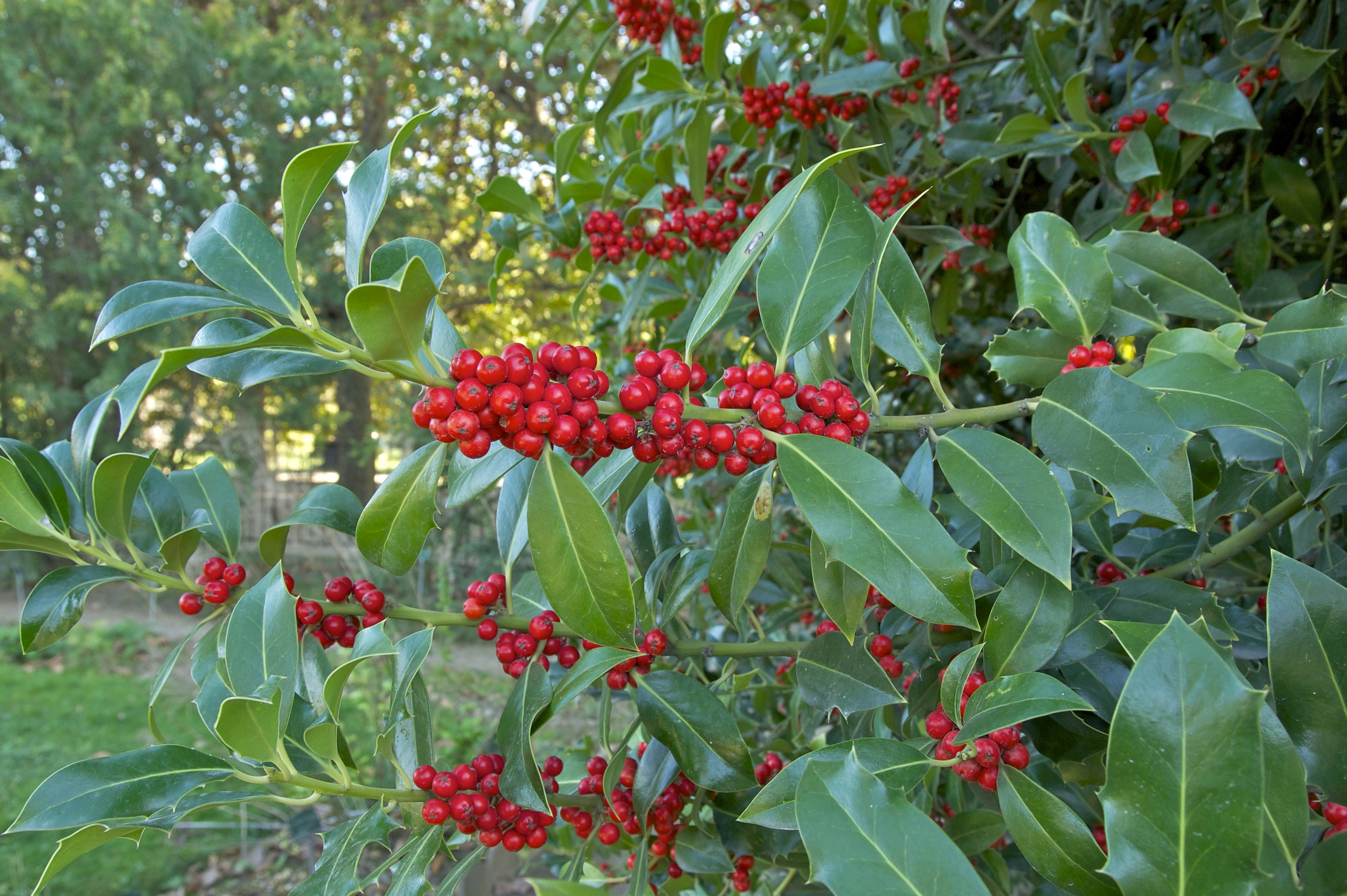
Le bacche dell'agrifoglio

- Le bacche dell'agrifoglioI frutti raccolti a maturazione da ottobre a dicembre e fatti essiccare al calore hanno azione purgativa.

## Tossicità
Il contenuto di saponine come meccanismo di difesa da parte delle piante contribuisce a rendere l'agrifoglio tossico per gli esseri umani poiché irrita lo stomaco e l'intestino, e altri componenti lo rendono dannoso per il sistema nervoso e per il cuore. L'ingestione di appena venti bacche può essere mortale per un adulto.

## Riferimenti nella cultura di massa

### Pianta di Natale

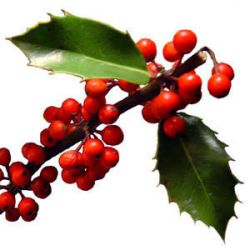
Rametto di agrifoglio con le drupe

L'agrifoglio è una pianta considerata magica fin da prima dell'avvento del Natale cristiano, si dice che proteggesse dai demoni e portasse fortuna. I suoi primi utilizzi risalgono all'Irlanda dove anche le famiglie più povere potevano permettersi di utilizzarlo per decorare le proprie abitazioni.

I pagani (principalmente la tradizione germanica della festa di Yule), celebravano la rinascita del sole al solstizio d'inverno (analogamente ai Saturnali e al Sol Invictus dei Romani). La rinnovata ascesa del sole in cielo che iniziava al solstizio era simbolicamente inscenata come una battaglia tra la quercia estiva e, appunto, l'agrifoglio invernale.

Le rosse bacche dell'agrifoglio rappresentavano la fertilità durante la profonda oscurità invernale, una promessa di ritorno di luce e calore.
Successivamente, i Cristiani, aggiunsero a questi dei nuovi significati, come il Natale proprio il 25 dicembre, semplicemente sovrapponendoli (e in realtà mantenendoli) alla precedente antica tradizione.

Visto che molti simboli della tradizione precedente persistevano, come l'agrifoglio, la nuova religione conservò e ridefinì nel tempo il loro significato originale.
Secondo la nuova tradizione cristiana, la struttura della foglia infatti ricorderebbe la corona di spine di Gesù Cristo e i frutti rossi il suo sangue. Inoltre i boccioli bianchi sarebbero immagine della purezza della Madonna. Tra le tradizioni cristiane si dice che le bacche dell'agrifoglio derivassero dal sangue coagulato di un pastore che nel recare doni a Gesù si era ferito con le foglie pungenti della pianta.